# الآنسة ترانشبول
مسز أغاثا ترانشبول (بالإنجليزية:Miss Agatha Trunchbull) شخصية خيالية ظهرت لأول مره في رواية ماتيلدا عام 1988 هي مديرة مدرسة ابتدائية تتميز بصفات غريبة هي عصبية المزاج وحازمه مع الأطفال وسيئة الشكل وقوية في نفس الوقت ولقد ظهرت أيضا في فيلم ماتيلدا عام 1996 وقامت بالدور الممثلة البريطانية بام فيريس.